# Jean Carmignac
Pour les articles homonymes, voir Carmignac (homonymie).
L'abbé Jean Carmignac, né le 7 août 1914 à Paris 9e et mort à Paris 14e le 2 octobre 1986, est un prêtre catholique séculier français qui a consacré sa vie à l'étude des manuscrits de Qumrân et des textes des Évangiles. Il est l'auteur de plusieurs études d'exégèse biblique.

## Biographie
Fils de Jean Carmignac (1863-1946) et de Maria-Julia Collardé (1868-1953), Jean-Gaston-Maurice naît le vendredi 7 août 1914 au 1 rue Chaptal dans le 9e arrondissement de Paris, où son père exerce la profession de crémier. Après la Première Guerre mondiale, en juillet 1919, ses parents quittent Paris pour s'installer en Lorraine, à Marey (Vosges), village d'où était originaire la mère.
Après le petit séminaire de Mattaincourt (1925-1931) et malgré l'opposition de son père, Jean entre au grand séminaire de Saint-Dié (1931-1934). À la rentrée d’octobre 1934, pour réaliser un désir du pape Pie XI qui avait demandé à l’évêque de Saint-Dié de procurer à un étudiant une formation romaine, on le désigne pour partir sur Rome, au séminaire français, où il obtient ses licences en théologie et en Écriture sainte. Il est ordonné prêtre dans la chapelle du grand séminaire de Saint-Dié le Samedi-Saint 27 mars 1937.
À cause de lésions pulmonaires, il ne peut être mobilisé pour la guerre qui éclate. Il est nommé professeur d'Écriture sainte et de morale fondamentale au grand séminaire de Saint-Dié, où il crée aussi un cours d’hébreu. Terrassé par la tuberculose en juillet 1943, il part au sanatorium de Thorrenc, où il subit deux pneumothorax. Cet épisode lui permet d'échapper à la déportation par les Allemands à Dachau de tous les hommes de Saint-Dié en novembre 1944. 
Il est nommé l'année suivante aumônier de l'hôpital de Lamarche, puis en septembre 1950 aumônier militaire à l’hôpital de Kreuznach, près de Mayence, puis à celui de Giessen. Mais sa santé supportant mal le climat de l’Allemagne, il rentre en juin 1951 dans les Vosges où il est affecté à l'hôpital de Fraize, près de Saint-Dié.

### Qumrân
Durant ses heures de loisir, il met au point une nouvelle méthode pour la critique textuelle de l’Ancien Testament en hébreu. 
En septembre 1954, une bourse d'études lui permet de faire un séjour à l'École biblique et archéologique française de Jérusalem. Sa bourse comportant l’obligation de rédiger un travail pour l’Académie des Inscriptions et Belles-Lettres, il choisit l’étude du déchiffrement d’un manuscrit de la mer Morte, ce qui l'amène à se spécialiser dans les manuscrits de Qumrân récemment découverts. Depuis lors, il ne cessa de les comparer aux textes des évangiles, en tirant des conclusions d'un grand intérêt. 
Carmignac quitte Jérusalem en avril 1956 et fonde en 1958 la Revue de Qumrân, qu'il dirigea jusqu'à sa mort et qui continue après lui à publier les études des spécialistes de ces questions. Revenu en France, il est nommé vicaire de la paroisse parisienne Saint-Sulpice, ce qui lui laisse du temps pour poursuivre ses recherches hébraïques en plus de son ministère paroissial.

### La naissance des Évangiles synoptiques
Carmignac estimait que l'hébreu et l'araméen, tels qu'on les écrivait à Qumrân entre le IIe siècle av. J.-C. et le Ier siècle, étaient les langues que Jésus avait pratiquées. Afin de faciliter la comparaison entre l'Évangile de Marc et certains textes esséniens, il eut vers 1963 l'idée de traduire cet évangile sous forme de rétroversion, c'est-à-dire du grec vers l'hébreu. « Au bout d'une journée de travail, écrit‑il, je fus ébahi de ce que je pressentais, je me suis rendu compte que sans aucun doute, saint Marc avait été écrit en hébreu. Les mots sont grecs mais la structure des phrases est hébraïque ».
Cette hypothèse, en rupture avec le consensus des spécialistes, orienta une grande partie de son activité et de ses recherches autour du texte des trois Évangiles synoptiques. Elle l'amena à corriger certaines erreurs et divergences qui semblaient exister entre ces trois textes, erreurs dues selon lui à une mauvaise lecture du texte hébreu primitif, non vocalisé au Ier siècle.
Pour assurer ses positions, il rechercha dans les bibliothèques du monde entier les rétroversions hébraïques des évangiles qui avaient été faites avant lui. Il en trouva des centaines et commença à publier les plus complètes. Il en arriva ainsi à la conclusion que, contrairement à ce que l'on professait depuis le tout début du XXe siècle, les évangiles selon Matthieu et selon Marc ainsi que les documents utilisés par Luc avaient été écrits dans une langue sémitique. Il propose l'hébreu à une date proche de la mort et de la résurrection de Jésus, montrant que les évangiles offrent les paroles et les actes mêmes du Christ et ne sont pas le produit de communautés pieuses du tournant du IIe siècle, ce qui laisserait à tous la latitude de faire un choix parmi les textes qu'ils apportent.
Il avance en outre l'hypothèse que l'évangile attribué à Marc aurait été écrit par Pierre lui-même en langue sémitique et qu'il aurait été seulement traduit en grec, avec peut-être quelques adaptations, par Marc, à Rome, au plus tard vers l'an 63. Une hypothèse similaire est présentée par Claude Tresmontant en 1984 dans son ouvrage Le Christ hébreu, hypothèse également rejetée par la majorité des historiens.

### Recherches sur leNotre Père
Il participe aux séances de travail de la commission chargée de préparer les traductions françaises des textes liturgiques, après le concile Vatican II. Toutefois, les solutions qu'il préconisait ne furent pas souvent adoptées. Comme l'a écrit l'évêque de son diocèse d'origine, « il connut un véritable drame de conscience face à certaines traductions qu'il récusait en savant et en prêtre ». Il s'agit notamment de la traduction de la sixième demande du Notre Père, et ne nos inducas in tentationem (« et ne nous soumet pas à la tentation ») lui paraissait une injure à Dieu. Attribuer à Dieu le désir de tenter était pour lui blasphématoire. 
Carmignac fut chassé de la paroisse dans laquelle il exerçait son ministère paroissial. C'est alors qu'il écrivit sa thèse sur le Pater noster, qu'il soutint avec succès (mention « summa cum laude »), le 29 janvier 1969, à l'Institut catholique de Paris devant le cardinal Jean Daniélou. L'abbé Carmignac demanda et obtint l'autorisation de réciter à sa messe le Pater noster en latin, pour ne pas utiliser la traduction officielle de ce verset.
Ces travaux ne l'empêchaient pas de participer à l'apostolat paroissial, dans la paroisse Saint-François‑de‑Sales (Paris) qui l'avait accueilli et où il était vicaire à mi‑temps. « Un prêtre se dessèche », disait‑il, « s'il se consacre exclusivement à ses études. » Il était souvent au confessionnal ou au chevet des malades.
Jusqu'à sa mort, il poursuit ses recherches, prend part à de nombreux congrès d'exégèse organisés à l'étranger et prononce maintes conférences sur ses découvertes, surtout à Leipzig (1961), Bruxelles (1964), Newcastle (1970), Luxembourg (1971). Il est promu docteur honoris causa de l’université de Bonn en 1968.
Il déclare avoir supporté avec patience les humiliations que lui infligèrent de nombreux confrères français. « Cela n'est que l'extérieur, disait‑il, le principal est la vie de l'âme. Mais elle reste le secret de Dieu. » Atteint d'une grave bronchite, il meurt à l'hôpital Saint-Joseph dans le 14e arrondissement de Paris, le jeudi 2 octobre 1986, et son corps est inhumé au cimetière de Lamarche.

## Œuvres
- La Règle de la guerre des Fils de lumière contre les Fils de ténèbres : texte restauré, traduit et commenté, éd. Letouzey & Ané, 1958 (il s'agit de son mémoire de travail à l'École de Jérusalem).
- Le Docteur de Justice et Jésus-Christ, éd. de l'Orante, 1957.
- Les Textes de Qumrân traduits et annotés, éd. Letouzey & Ané, 2 volumes, 1961 et 1964.
- Recherches sur le « Notre Père », éd. Letouzey & Ané, 1969 (il s'agit de sa thèse).
- Le Mirage de l'Eschatologie – Royauté, Règne et Royaume de Dieu... sans Eschatologie, éd. Letouzey & Ané, 1979.
- À l'écoute du « Notre Père », éd. F.-X. de Guibert, 1984 (ouvrage qui condense, à l'usage du grand public, les résultats de sa thèse de 1969)
- La Naissance des Évangiles synoptiques, éd. F.-X. de Guibert, 1984 (synthèse très abrégée à l'usage du grand public des travaux de Carmignac sur les Évangiles synoptiques). 4e éd. en 2007.
- Powstanie Ewangelii Synoptycznych, traduit W. Rapak, éd. The Enigma Press, Mogilany-Krakow, 2009 (édition polonaise).
- Le Magnificat et le Benedictus en hébreu ?, ouvrage posthume édité par l'Association des Amis de l'Abbé Jean Carmignac (2009).

Fondateur en 1958 de la Revue de Qumrân, Éd. Gabalda.
Éditeur des Traductions hébraïques des Évangiles, aux Éditions Brepols : 4 volumes parus :
- Volume 1 : The Four Gospels translated into Hebrew by William Greenfield (en) (1831), 1982, recension dans Persée ;
- Volume 2 : Évangiles de Matthieu et de Marc traduits en hébreu par Giovanni Battista Jona (en) en 1668 et retouchés par Thomas Yeates (en) en 1805, 1982 ;
- Volume 3 : Évangiles de Luc et de Jean traduits en hébreu par Giovanni-Battista Iona en 1668 et retouchés par Thomas Yeates en 1805, 1982 ;
- Volume 4 : Les Quatre Évangiles traduits en hébreu by Franz Delitzsch (1877-1890)] (1831), 1982.

### Controverse
Pierre Grelot, Évangiles et tradition apostolique. Réflexions sur un certain « Christ hébreu », Éditions du Cerf, coll. « Apologique », 1984
Pierre Grelot, L'Origine des Évangiles. Controverse avec J. Carmignac, Paris, Cerf, 1986

## Postérité
En 1988 est fondée en sa mémoire l'association des Amis de l'abbé Carmignac, dont le siège social se situe à Viroflay. L'association s'investit pour notamment rectifier les traductions liturgiques en usage. À la suite de désaccords internes, une partie de ses membres crée en décembre 1998 l'association Jean-Carmignac, qui entend de faire connaître l'œuvre spirituelle et scientifique de ce prêtre. Cette association publie quatre fois par an un bulletin d'une dizaine de pages intitulé "Les Nouvelles de l'Association Jean-Carmignac".